# Mesnil-Saint-Père
Mesnil-Saint-Père település Franciaországban, Aube megyében. Lakosainak száma 438 fő (2022. január 1.). Mesnil-Saint-Père Briel-sur-Barse, Géraudot, Lusigny-sur-Barse, Montiéramey, Piney és La Villeneuve-au-Chêne községekkel határos.

## Népesség
A település népességének változása:
| Lakosok száma | 356  | 327  | 287  | 386  | 451  | 473  | 496  | 458  | 439  | 438  |
|               | 1968 | 1982 | 1990 | 2006 | 2013 | 2015 | 2017 | 2019 | 2020 | 2022 |